# Barbara Erdmann
Barbara Erdmann (* 25. Juli 1929 in Köln; † 17. Juni 2019 in Berlin) war eine deutsche Künstlerin in den Bereichen Malerei und Textil.

## Leben
Barbara Erdmann kam bereits 1931 nach Berlin, wo sie ihre Schulzeit absolvierte. Von 1951 bis 1956 studierte sie an der Hochschule für Bildende Künste in Berlin, wo sie zwischen 1958 und 1967 auch einen Lehrauftrag für das Fachgebiet „Textiles Gestalten“ innehatte. 1976 wurde sie dort als Professorin für Textilgestaltung berufen. 1995 erfolgte ihre Emeritierung. Erdmanns künstlerischer Schwerpunkt lag in der Malerei und Textilgestaltung, wissenschaftlich widmete sie sich der kulturhistorischen Untersuchung.

## Bekannte Studenten
- Ursel Arndt (Deutschland)
- Myriam Décroze (Frankreich)
- Chiu-Ming Lo (Hongkong)
- Sigrid Weise (Deutschland)
- Julia Soubbotina (Russland)

## Werke
- Barbara Erdmann: Textilgestaltung (Katalogbuch). Berlin: Verlag Presse- und Informationsstelle der HdK, 1990.
- Barbara Erdmann: Textile Räume (Katalogbuch zur Ausstellung in der Neuen Galerie der Hochschule der Künste in Berlin, vom 15. bis 27. Januar 1993 sowie zur 4. Biennale der europäischen Kunsthochschulen in Maastricht, vom 25. bis 31. Mai 1993). Berlin: Verlag Presse- und Informationsstelle der HdK, 1993.